# Москвич-2141
Москвич-2141 (в країнах Європейського союзу продавався під назвою Aleko) — легковий автомобіль третьої групи малого класу з кузовом типу хетчбек, що випускався з 1986 по 1998 роки на АЗЛК і по 2002 рік на інших підприємствах, наприклад у Києві.

## Опис моделі

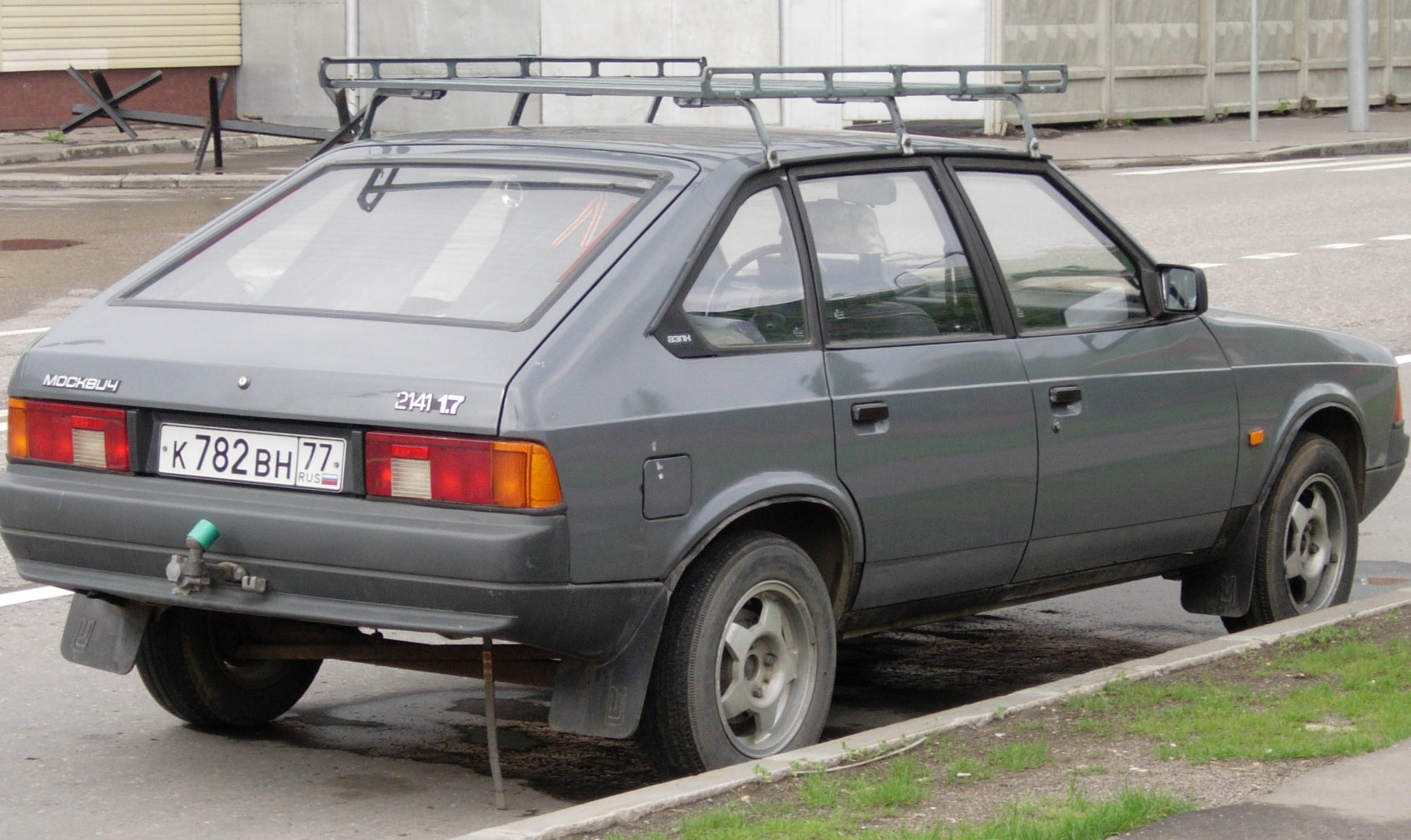
Москвич-2141 (1986-1998)

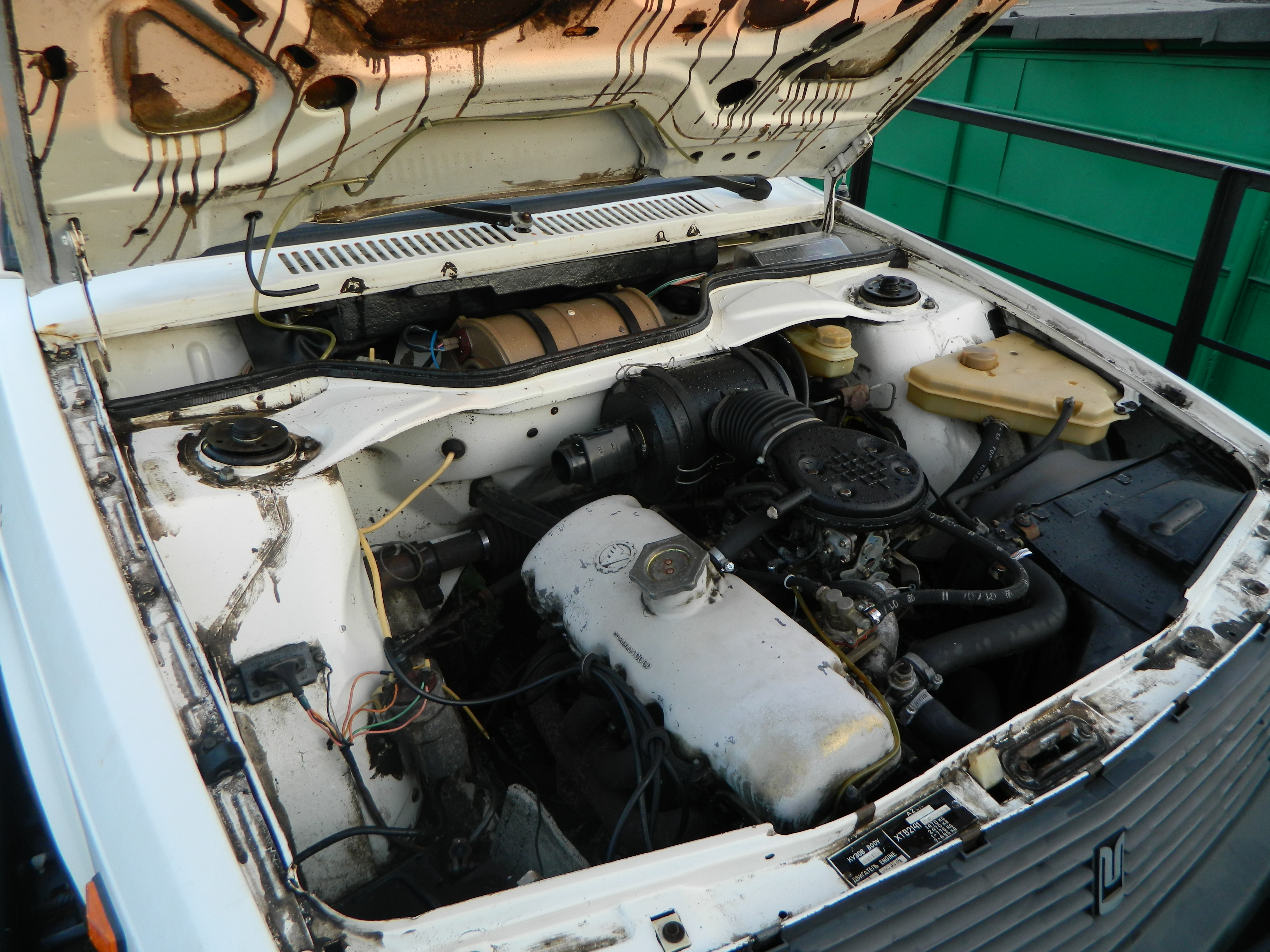
УЗАМ-331.10

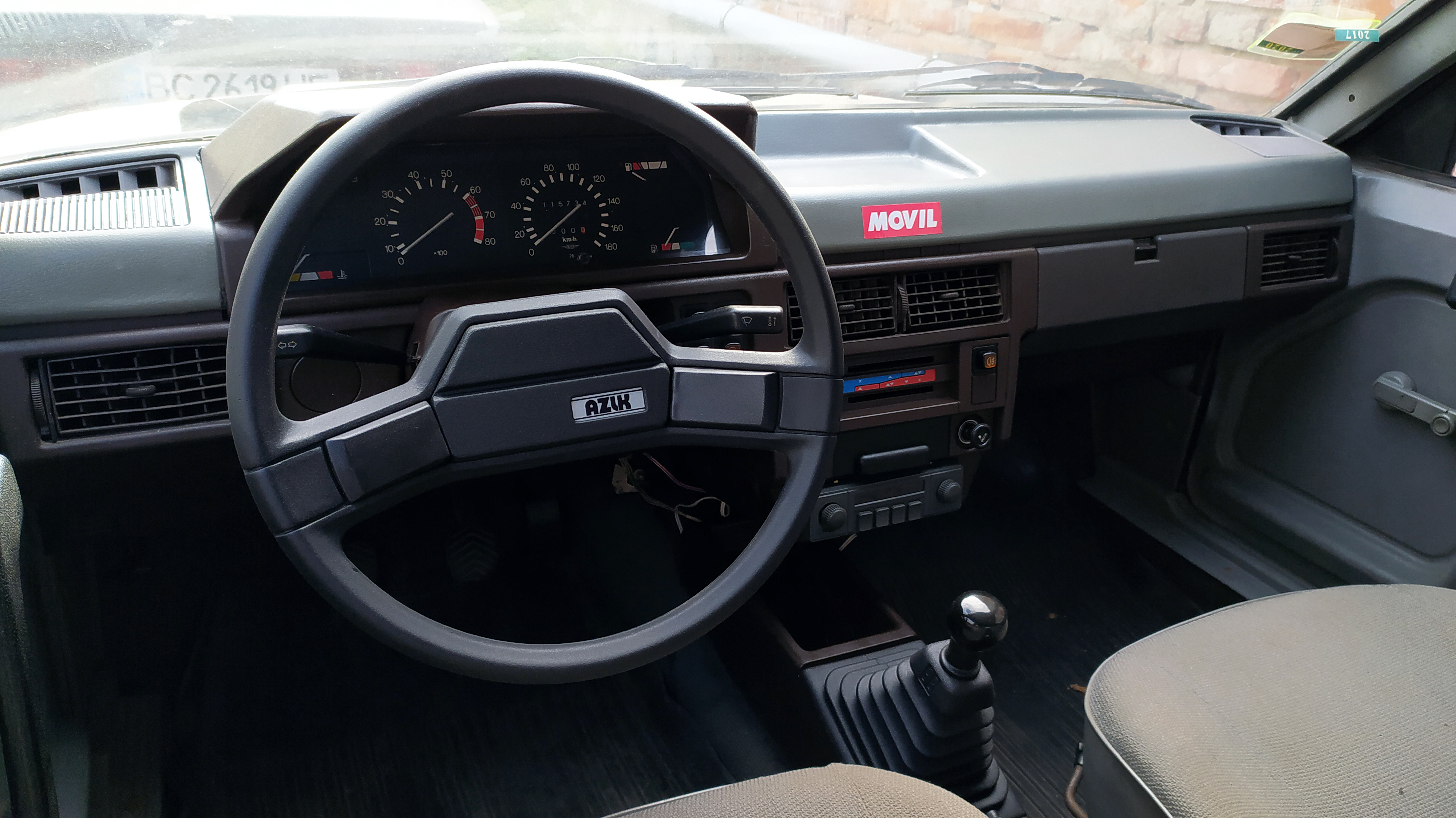
Салон Москвич-2141

Конструкція силового каркаса «Москвича» четвертого покоління була заснована на французькій моделі середини 1970-х Simca 1307/1308, до речі, цей автомобіль отримав титул «Автомобіль 1975/1976 року». Конструктори заводу в своїх спогадах стверджували, що першим зразком М-2141 був каркас «сімки» з кузовними панелями іншої форми і вітчизняною ходовою частиною. Оскільки зовнішні кузовні панелі були спроектовані наново, до АЗЛК з боку французів не було претензій в плані використання інтелектуальної власності, а екстер'єр М-2141 вийшов ультрасучасним для середини 1980-х років, нагадуючи тодішні новинки Audi 80 і BMW п'ятої серії. Передньопривідне компонування з повздовжним розташуванням двигуна і диференціалом, встановленим між двигуном і КПП  було запозичене від німецької моделі Audi 100. Вибір такий щодо малопоширеного компонування був пов'язаний з необхідністю використання двигунів від задньопривідних автомобілів попереднього покоління, а також ширшим вибором можливих силових агрегатів і, в перспективі, можливістю створення автомобілів з повним приводом (такі були створені вже у останні роки існування підприємства).
На передньопривідний «Москвич» встановлювалися карбюраторні двигуни робочим об'ємом 1500, 1700, 1800 і 2000 см³ виробництва Уфімського заводу автомобільних моторів (УЗАМ), а також 1600 см³ виробництва ВАЗ і дизельний двигун 1800 см³ Ford (експортний М-2141-136). Єдиним типом коробки передач була 5-ступінчаста механічна, хоча на моделі перших випусків встановлювалася також і 4-ступінчаста коробка передач.
Для сімейства «Москвич-2141» характерні місткі салон і багажне відділення, що збільшується за рахунок складання заднього сидіння, ефективне опалювання салону, легке рульове управління, хороша керованість на високих швидкостях і прохідність по засніжених і забруднених дорогах. Недосконалість і ненадійність вузлів, що застосовувалися на ньому, частково компенсувалися ремонтопридатністю автомобіля . За сукупністю споживчих характеристик Москвич-2141 найбільшою мірою відповідав поняттю «Сімейний автомобіль».
Для сімейств «Москвич-2141» (хетчбек) і «Москвич-2142» (седан) було сконструйовано оригінальне сімейство двигунів «Москвич», під які для АЗЛК створювалося власне виробництво. Проте, будучи побудованим на початок 1990-х на 90-95 % (дані різняться) через економічну кризу, завод добудований не був, а пізніше його устаткування було розкомплектоване, списане і просто втрачене. В результаті Москвич-2141, що «тимчасово» комплектується двигунами ВАЗ-2106 (М-2141) і УЗАМ-331.10 (модернізований УЗАМ-412) (М-21412) так і не дочекався свого сучасного двигуна, що у вирішальному ступені зумовило його невдалу долю. Крім того, якість комплектуючих і особливо забарвлення кузовів на АЗЛК було відверто незадовільним і з роками все більш погіршувалося. Кузов середньостатистичного автомобіля починав коррозіювати вже в перший рік експлуатації, що негативно позначалося на іміджі моделі. Модифікація 21412 відрізнялася вкрай невдалим поєднанням морально застарілого уфімського двигуна УЗАМ-412, ведучого свій родовід ще від трофейного мотора BMW з сучаснішою екіпажною частиною. В результаті автомобіль не мав необхідної потужності і динаміки, до того ж адаптація мотора під новий моторний відсік була проведена невдало, так що ряд вузлів і навісних агрегатів (перш за все розподільник запалення і розширювальний бачок системи охолоджування) виявилися найуразливішими і додатково знижували і так невисоку надійність автомобіля.

### Дизайн

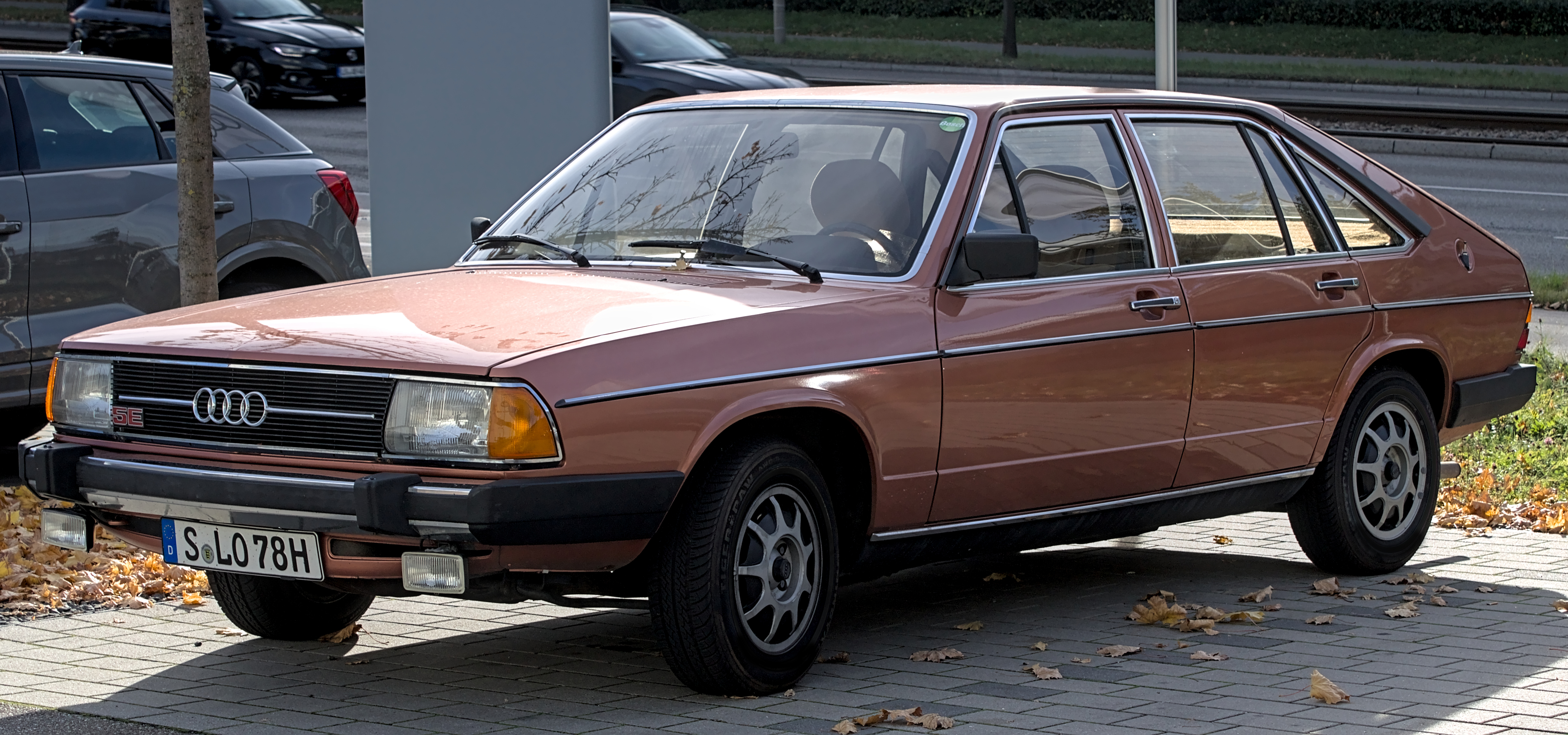
Audi 100 (С2) Avant

Як і всі радянські автомобільні дизайнери черпали натхнення із західного автопрому, "Москвич 2141" не став винятком і для його образу за основу було взято "Audi 100 (С2) Avant", як часто зізнавалися самі радянські дизайнери, вони шукали нові ідеї в старих західних автожерналах. 

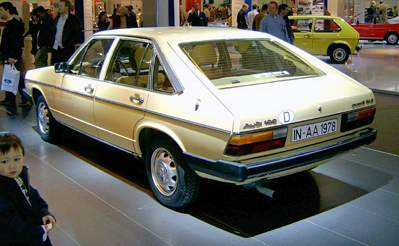
Audi 100 (С2) Avant

### Двигуни
Бензинові
- 1.5 л УЗАМ-331.10 — 71 к.с. 105,8 Нм
- 1.6 л ВАЗ-2106-70 — 80 к.с. 121 Нм
- 1.7 л УЗАМ-3317 — 86 к.с. 133 Нм
- 1.7 л ВАЗ-21213 — 83 к.с. 130 Нм

Дизельний
- 1.8 л Ford-XLD418 — 60 к.с. 110 Нм

## Модернізація: «Святогор»

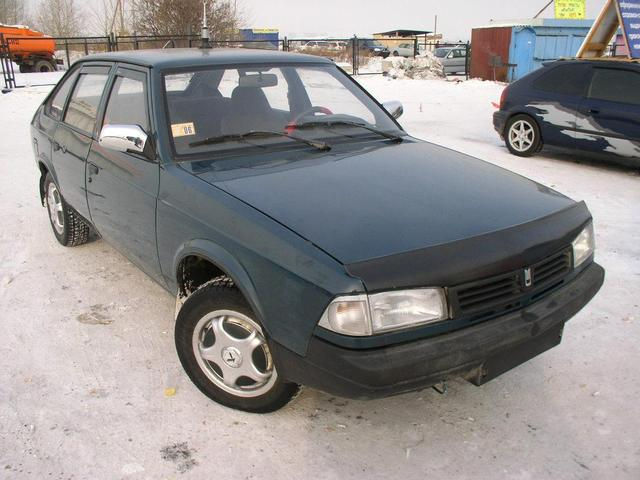
Москвич-214145 «Святогор» (1998-2001)

Модернізована версія автомобіля «Москвич-2141» дебютувала в 1997 році. Оновлений автомобіль отримав не тільки новий індекс (2141-02) і власне ім'я «Святогор», але і помітно змінену зовнішність і потужніший двигун. Завдяки новим фарам фірми «Hella», зовнішність автомобіля стала привабливішою і менше виділялася на тлі іноземних моделей середини дев'яностих років.
Зважаючи на відсутність власного двигуна з задовільними характеристиками, керівництво ВАТ «Москвич» вирішило використовувати двигун F3R272 фірми Renault об'ємом 2,0 л (модифікація -214145 «Святогор» - 104,5 к.с. (брутто - 113 к.с.)). Сучасний французький двигун значно поліпшив надійність, динамічні й швидкісні характеристики автомобіля. Встановлення потужнішого двигуна спричинило заміну вузлів трансмісії та гальм на більш надійні і сучасні іноземного виробництва (використовувалося зчеплення Valeo і вакуумний підсилювач гальм фірми Lucas). Крім того, на М-214145 був зменшений кліренс.
Однак, на значну частину випуску продовжували ставити колишні двигуни ВАЗ-2106 і УЗАМ-3317 (окремі партії «Святогорів» комплектувалися 1,8-літровими двигунами ВАЗ-2130 і УЗАМ-3313/3318).

## Москвичівські «князі»

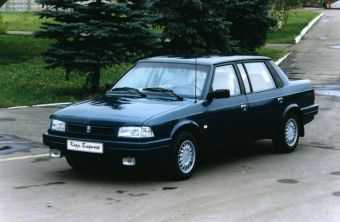
Москвич-2142R5 «Князь Володимир»

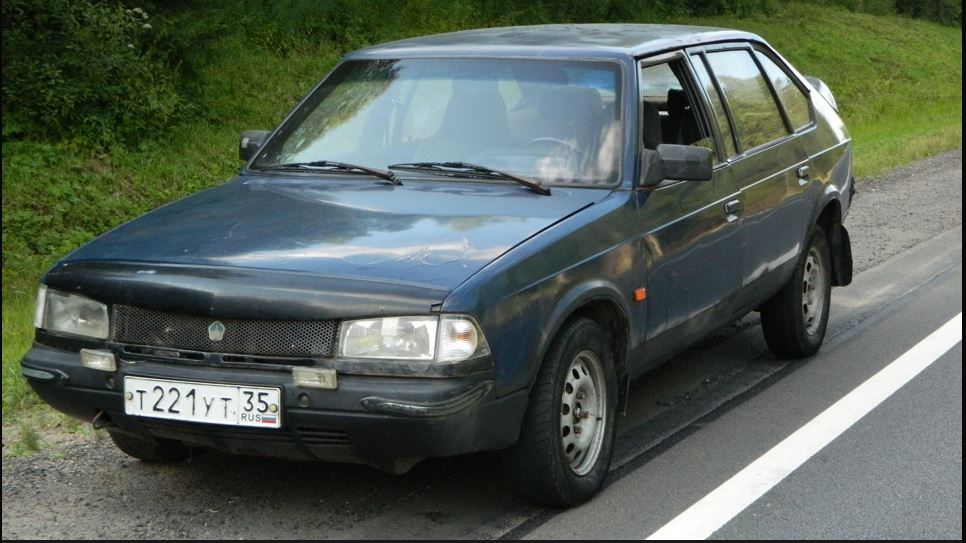
Москвич-2141R5 «Юрій Долгорукий»

Нове керівництво підприємства вирішило розширити модельний ряд за рахунок більш рентабельних (на його думку) автомобілів середнього класу.
У 1997 році з'явився дрібносерійний М-2141R5 «Юрій Долгорукий» з подовженим на 200 мм кузовом типу хетчбек і аналогічно подовжений седан Москвич-2142R5 «Князь Володимир». Саме «Князь Володимир» у грудні 1998 року став 5-мільйонним автомобілем марки «Москвич».
У серпні 1998 року на автосалоні МІМС-1998 скандально дебютував седан бізнес-класу Москвич «Іван Калита», що заслужив принизливі відгуки громадськості за безглуздий дизайн передньої частини.
У 1999 році на його базі було випущено двомісне купе «Дует», що вироблялося під замовлення, а трохи пізніше — більш бюджетний варіант «Дует-2» на базі «Князя Володимира».

## Пікапи «Москвич-2335» та «Москвич-2901»

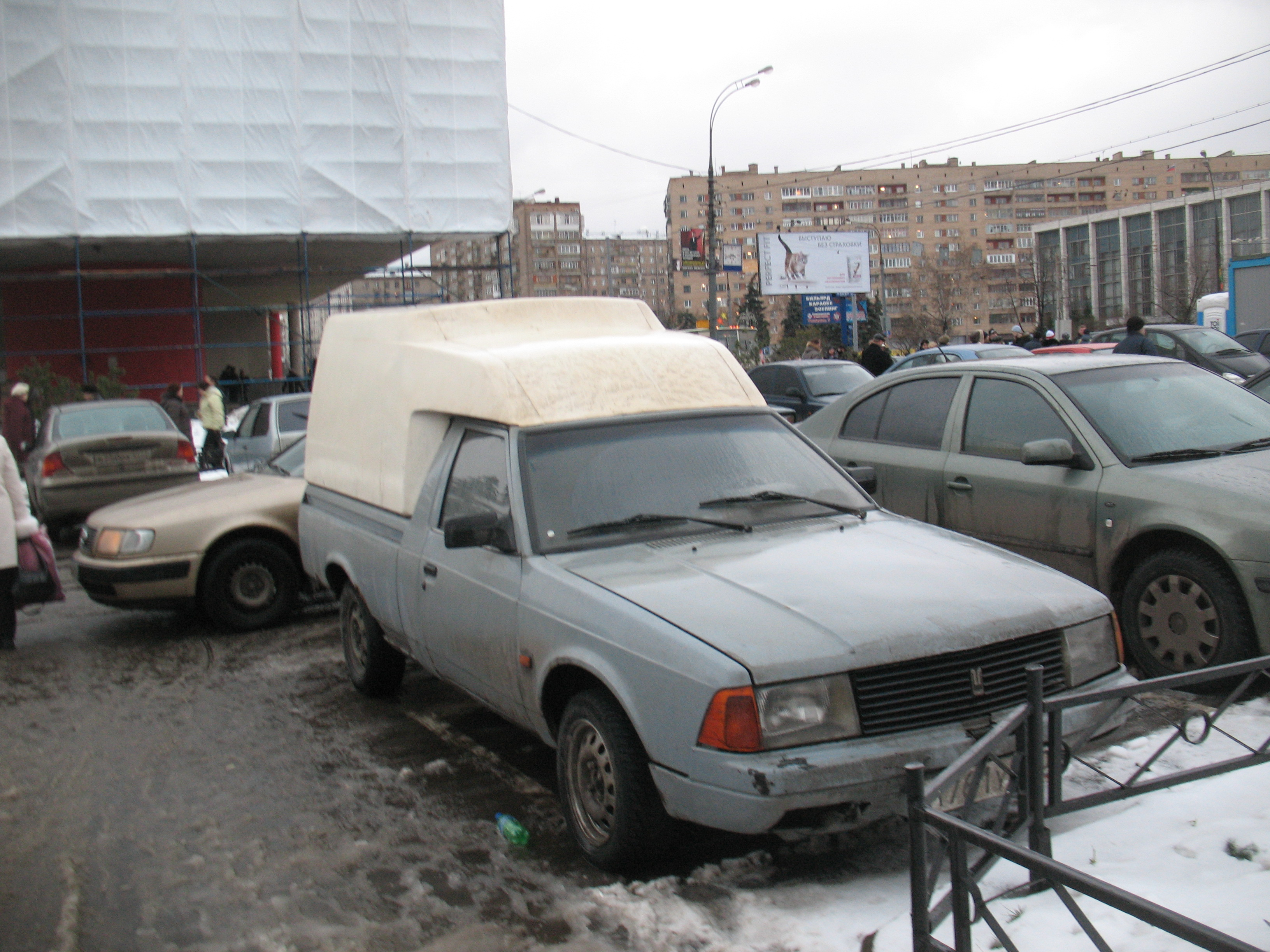
Москвич-2335

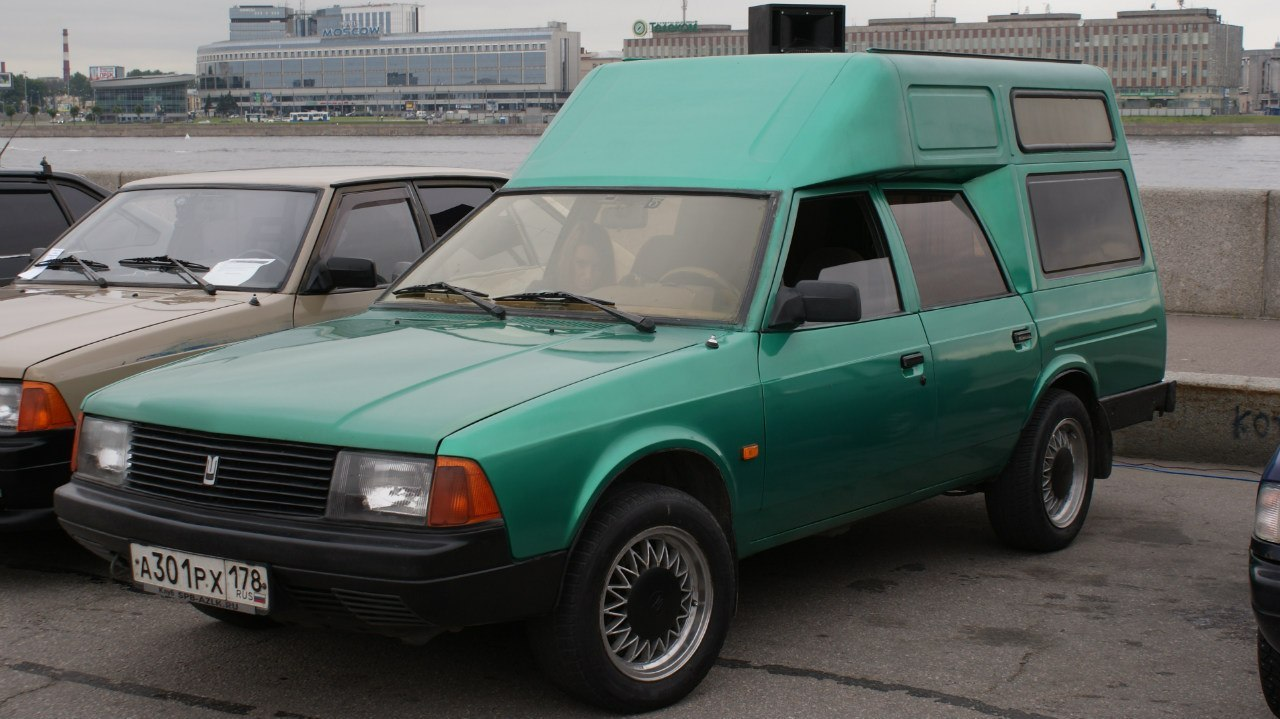
Москвич-2901

Комерційний пікап «Москвич-2335» (його металева однобортова платформа була уніфікована з причепом виробництва того ж АЗЛК) вантажопідйомністю 640 кг і виконаний на його базі універсал підвищеної місткості «Москвич-2901» (надбудова 5-дверного кузова з високим дахом була пластиковою), з'явився в 1991 році і через рік пішов у серію. Задня підвіска пікапа і УПВ була виконана залежною на ресорах. В кінці 90-х виробництво пікапа було передано на Омський завод ЗМУ, а УПВ - на Київський авторемонтний завод № 5. У 2000 році на базі пікапа були створені модифікації із здвоєною кабіною і повним приводом, але серійно їх уже не випускали. Пікап, як і базовий хетчбек відрізнявся низькою корозійною стійкістю кузова, невідповідним двигуном, а також не надто оптимальним разподілом ваги, що не дозволяло при повному завантаженні рушати на обмерзлому підйомі. Збірка пікапа була згорнута в Омську в 2002 році.